# Great Wall Phenom
La Great Wall Phenom (appelée aussi L7 ou CH031) est une petite voiture s'inspirant de la Toyota Yaris. Elle est désormais vendue en tant que Voleex C10 avec une calandre redessinée.